# Monoblet
Monoblet település Franciaországban, Gard megyében. Lakosainak száma 780 fő (2022. január 1.). Monoblet Colognac, Conqueyrac, Cros, Durfort-et-Saint-Martin-de-Sossenac, Fressac, Lasalle, Saint-Félix-de-Pallières, Saint-Hippolyte-du-Fort és Vabres községekkel határos.

## Népesség
A település népességének változása:
| Lakosok száma | 484  | 495  | 542  | 593  | 673  | 688  | 728  | 758  | 767  | 780  |
|               | 1968 | 1982 | 1990 | 2006 | 2013 | 2015 | 2017 | 2019 | 2020 | 2022 |